# Глебовский (посёлок)
Глебовский (до 2002 года — посёлок Глебовской птицефабрики) — посёлок в городском округе Истра Московской области. Население — 11 678 чел. (2021). С центром городского округа связан автобусным сообщением (автобус № 40 и № 46).
В 1934 году, вместе с началом строительства птицефабрики, был основан посёлок для её работников.
В 1994—2006 годах Глебовский был центром Букарёвского сельского округа, в 2006—2017 гг. — центром сельского поселения Букарёвское Истринского района.

## Население
| 1979 | 2002  | 2006  | 2010  | 2021    |
| ---- | ----- | ----- | ----- | ------- |
| 5765 | ↗8599 | ↗8881 | ↗9316 | ↗11 678 |